# Kewstoke
Kewstoke is een civil parish in het bestuurlijke gebied North Somerset, in het Engelse graafschap Somerset met 1690 inwoners.